# 077-nummer
077 är ett svenskt riktnummer för tjänster med delad kostnad. Tjänster med delad kostnad definieras som tjänster där den som ringer upp och den uppringde delar på samtalskostnaden. Tjänsterna har ingen geografisk indikering och ursprungstanken var att företag skulle kunna erbjuda lokalsamtalstaxa till alla svenska abonnenter. Sedan teleoperatörerna övergick till enhetlig samtalskostnad för hela Sverige, är det inte längre uppenbart vad den uppringdes del av samtalskostnaden består av. Flera teleoperatörer erbjuder 077-nummer, bland dem Telia, Telenor, Tele2, Hi3G Access, med flera.
Själva telefonnumren består av fyra till sju siffror, och nummerserien löper från 077-0000 upp till och med 077-699 99 99.

## Fördelar med 077-nummer
En stor fördel med att ha ett 077-nummer är att företag kan använda sig av ett enda telefonnummer mot sina kunder. Samtalen kan sedan styras till  callcenters genom att man slussar samtalen från ett visst riktnummerområde till valfri plats. Det finns även en koppling av nummerserierna mot frisamtalsnummerserien (020), vilket gör det möjligt att nå frisamtalsnummer från utlandet genom att ringa dess motsvarande 077-nummer. Abonnentdelen av numret är då densamma (för vissa nummer tillkommer en siffra), men samtalet kostar som ett vanligt samtal till Sverige.

## Nackdelar med 077-nummer
En av de nackdelar som 077-nummer kan innebära är att många leverantörer av mobil- och bredbandstelefoni samt fasta operatörer klassar dessa nummer som "övriga telefonnummer". För den som ringer upp ett 077-nummer blir samtalskostnaden då som "sverigesamtal" plus "övrig teletaxa", vilket innebär att minutpriset kan komma att motsvara en relativt sett dyrare mobilsamtalstaxa.
Vissa utländska operatörer klassificerar 077 nummber (+46 77) som ’Sweden higher rate’  och liknande med betydligt dyrare per-minut taxa än till fasta nummer med geografiska riktnummer.